# Деполович Лідія Платонівна
Лідія Платонівна Деполович (народилася 27 листопада 1869 в селі Ковчин, тепер Куликівського району Чернігівської області — померла 20 березня 1943 в місті Київ) — український педагог і методист початкової освіти. Вчителювала на Чернігівщині, з 1927 — у школах Києва. Відома як складач і упорядник посібників для навчання грамоти.
У 1893—1900 розпочала педагогічну діяльність учителькою у земській школі села Количівка поблизу Чернігова. Пізніше працювала вчителькою початкових класів Чернігова та Києва. Лідія Деполович відома, передусім, як укладач букваря під назвою «Нумо читати!», що вийшов друком у 1926. Цей підручник витримав більше 19 видань. Аж до початку 60-х років учні початкової ланки в Україні вчилися читати саме по цьому букварю.
Померла, замучена постійним недоїданям, впавши в ямку від вибуху снаряду.
У Ковчині одну з вулиць названо на її честь.
Похована на Солом'янському кладовищі у м. Києві.